# Cuniculus paca
Пака низинна (Cuniculus paca) — вид гризунів родини пакових. Широко розповсюджений: зустрічається від півдня Мексики до східного Парагваю, північної Аргентини та прикордоння Уругваю. Представлений також на Кубі. Зустрічається в широкому діапазоні типів лісу у вологих районах. Часто зустрічається поблизу річок і стоячої води, де він будує свої власні нори, або може займати нори інших тварин. Травоїдний і є важливим поширювачем насіння. 